# Mensen Kijken
Mensen Kijken is een Nederlands televisieprogramma, over de eerste indruk en vooroordelen. Het wordt uitgezonden op NPO 3.

## Het format
In dit programma krijgen verschillende panels video's te zien van Nederlanders die zij niet kennen. Ze moeten vragen beantwoorden op basis van hun eerste indruk. Het panel met de meeste goede antwoorden aan het eind van de aflevering wint.

## Panels
- TikTokkers (Jorn van Hooft, Stijnn Roovers, Ester van Vugt en Terrie Eisiner)[1]
- studenten
- muzikanten
- moeders
- kapper